# Graafschap Bentheim-Bentheim
Het Graafschap Bentheim-Bentheim was een Graafschap gelegen in Nedersaksen, Duitsland. De grenzen van het Graafschap in 1806 komen overeen met de huidige grenzen van het district Bentheim. Bentheim-Bentheim was een van de opdelingen die in 1277 waren ontstaan uit het Graafschap Bentheim en in 1454 werd Bentheim-Bentheim nog eens opgedeeld in zichzelf en het Graafschap Benheim-Steinfurt. In 1643 werd Bentheim-Bentheim terug een Graafschap tot 1806 toen het aansloot bij het Hertogdom Berg. In 1810 werd het door Frankrijk geannexeerd maar bij het Congres van Wenen werd het aan het Koninkrijk Hannover gegeven.

## Graven van Bentheim-Bentheim (1277 - 1530)
Gerulfingen
- Egbert (1277 - 1305)
- Johan (1305 - 1333)
- Simon (1333 - 1348)
- Otto III (1348 - 1364)
- Bernard I (1364 - 1421)

Götterswyk
- Everwin I (1421 - 1454)
- Bernard II (1454 - 1473)
- Everwin II (1473 - 1530)

## Graven van Bentheim-Bentheim (1643 - 1806)
- Filip Koenraad (1643 - 1668)
- Arnold Maurice (1668 - 1701)
- Herman Frederick (1701 - 1723)
- Lodewijk Francis (1723 - 1731)
- Frederick Karel (1731 - 1803)
- Lodewijk (Graaf van Bentheim-Steinfurt) (1803 - 1806)